# Palais Stern
Le palais Stern (en hongrois : Stern-palota) est un édifice situé dans le 6e arrondissement de Budapest.